# Душнівка
Душнівка — невелика річка що протікає в місті Баранівка Житомирської області. Відома тим що на її березі в XIX столітті жила панянська сім'я Колесників, що відома за те що казнила близько 1000 жителів Баранівка коли ті підняли бунт через нестачу їжі під час голодомору. Досі їхнє помістя можна бачити на першому провулку Мічуріна, 10 в місті Баранівка. Зараз воно в напів зруйнованому стані. Впадає в річку Случ. Протяжність близько 10 кілометрів.
| Річка | Це незавершена стаття про річку. Ви можете допомогти проєкту, виправивши або дописавши її. |

| Географія Житомирської області | Це незавершена стаття з географії Житомирської області. Ви можете допомогти проєкту, виправивши або дописавши її. |